# Ártatlan évek
Ártatlan évek (węg. Niewinne lata) – trzeci, a zarazem ostatni album studyjny węgierskiej grupy muzycznej Azok a Fiúk, wydany w 1994 roku przez Warner-Magneoton. Album został nagrany bez udziału Tamása Töröka, Zsolta Magyara i Szabolcsa Mátyása, którzy odeszli z grupy po oskarżeniu jej członków w 1992 roku o rozpowszechnianie materiałów pornograficznych.

## Lista utworów
1. „Az angyalok a Földre vágynak” – 4:20
2. „Szerelem után” – 3:31
3. „Értsd meg!” 3:35
4. „Árnyék a tűzfalon” – 4:54
5. „XX. felvonás” – 5:42
6. „Ezeregy éjjel” – 4:21
7. „Ártatlan évek” – 4:25
8. „Nincs több idő” – 4:24
9. „Szívemen a láncok” – 3:54
10. „Híd a vágy fölött” – 3:21
11. „Érted szól” – 1:36
12. „Értsd meg! (instrumental)” – 3:35

## Skład zespołu
- Gábor Giret – gitara basowa
- Zoltán Hetényi – instrumenty perkusyjne
- László Szerdahelyi – gitara, wokal
- Attila Vass – instrumenty klawiszowe